# Santa Lucía (Uruguay)

Municipalité de Santa Lucía

Santa Lucía est une ville et une municipalité de l'Uruguay située dans le département de Canelones. Sa population est de 16 742 habitants.

## Géographie

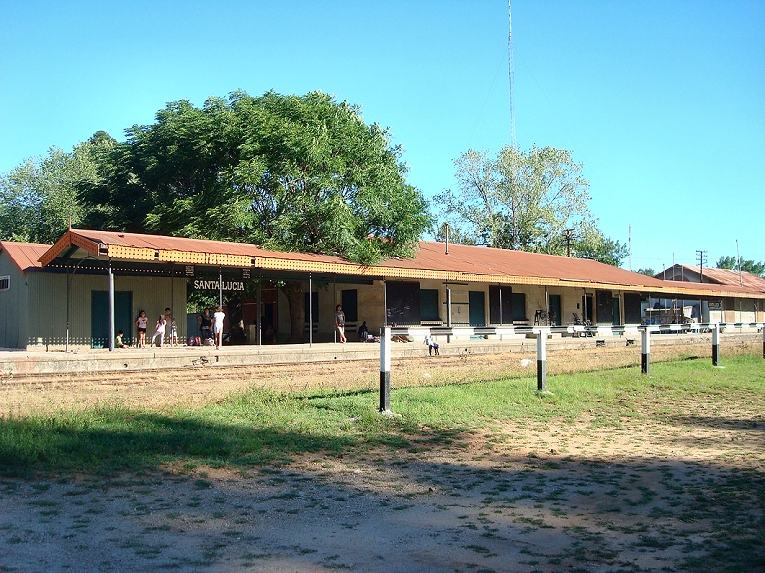
La station ferroviaire de Santa Lucía.

La ville est située au nord-ouest du département  de  Canelones, en limite de celui de Florida que sépare le fleuve Santa Lucía.
La ville est bien reliée par les voies de communication terrestre dont la voie ferrée qui la met directement en contact  avec Canelones, la capitale départementale, située à moins de 13 kilomètres au sud-est, à 34 km au nord de Las Piedras et à 52 km au nord de Montevideo, la capitale de l'Uruguay.
À 53 kilomètres au nord du fleuve  Santa Lucía, franchi par un pont, la ville de Santa Lucía est directement reliée à Florida, petite capitale départementale du département du même nom.

## Histoire
La ville fut fondée en 1782 avec le nom Villa San Juan Bautista.

## Population
Sa population est de 16 742 habitants environ (2011).
| Année | Population |
| ----- | ---------- |
| 1963  | 12 633     |
| 1975  | 14 079     |
| 1985  | 14 951     |
| 1996  | 16 764     |
| 2004  | 16 475     |
| 2011  | 16 742     |

Référence,.

## Gouvernement
Le maire (alcalde) de la ville est Raúl Estramil (Front large).